# شارلوت برنارد
شارلوت برنارد (بالفرنسية: Charlotte Bernard)‏ هي متزلجة فرنسية، ولدت في 1 يونيو 1972 في سان مارتان ديريس في فرنسا.

## وصلات خارجية
- شارلوت برنارد على موقع الاتحاد الدولي للتزلج (ركوب لوح الثلج) (الإنجليزية)
- شارلوت برنارد على موقع اللجنة الأولمبية الدولية (الإنجليزية)
- شارلوت برنارد على موقع أوليمبيديا (الإنجليزية)